# Mount Randall
Mount Randall är ett berg i Antarktis. Det ligger i Östantarktis. Nya Zeeland gör anspråk på området. Toppen på Mount Randall är 3 000 meter över havet, eller 588 meter över den omgivande terrängen. Bredden vid basen är 3,3 km. Mount Randall ingår i Victory Mountains.
Terrängen runt Mount Randall är bergig söderut, men norrut är den kuperad. Randall ligger uppe på en höjd som går i öst-västlig riktning. Trakten är obefolkad. Det finns inga samhällen i närheten. 